# San Francisco (Quezon)
San Francisco é um município de  segunda classe de renda municipal (d) na província Quezon, nas Filipinas. De acordo com o censo de 1 de maio  de  2020 possui uma população de 62 097 pessoas e 14 630 domicílios.